# Udbyhøj Vasehuse
Udbyhøj Vasehuse er en mindre bebyggelse i Østjylland med 212 indbyggere i byområdet (2020) beliggende på sognegrænsen mellem Sødring Sogn og Råby Sogn i Randers Kommune under Region Midtjylland.
Fra byen er der færgeforbindelse over Randers Fjord til Udbyhøj på den sydlige side af fjorden. Der har tidligere været trafikhavn med toldsted og telegrafstation og kro.
Udbyhøj Vasehuse lå tidligere i Gjerlev Herred.